# Franz Fischer (Politiker, 1894)
Franz Fischer (* 13. Mai 1894 in Schwerin; † nach 1948) war ein deutscher Politiker (CDU). Er war von 1946 bis 1948 Landtagsabgeordneter in Mecklenburg-Vorpommern.

## Leben
Franz Fischer besuchte die Dorf- und Mittelschule und absolvierte von 1909 bis 1912 eine Maschinenschlosserlehre. Er nahm als Soldat am Ersten Weltkrieg teil und war anschließend als Maschinenschlosser und Prüfungsmeister tätig. Seit 1922 engagierte sich Fischer im Metallarbeiterverband. Nach 1945 schloss sich Fischer der CDU in Schönberg an, wo er gemeinsam mit Carl Koch und anderen den Ortsverband begründete. Bei den Landtagswahlen im Oktober 1946 erhielt Fischer ein Mandat, musste aber aus gesundheitlichen Gründen am 12. Januar 1948 ausscheiden.